# Malaysia FA Cup 2024
Der Malaysia FA Cup 2024 war die 34. Austragung eines K.-o.-Fußballwettbewerbs in Malaysia. Organisiert wurde der Wettbewerb vom malaysischen Fußballverband. Das Turnier startete mit dem Achtelfinale am 12. Juni 2024 und endete mit dem Finale am 24. August 2024. Titelverteidiger war der Johor Darul Ta’zim FC.

## Termine
| Runde         | Datum                                                    |
| ------------- | -------------------------------------------------------- |
| Achtelfinale  | 12. Juni 2024 14. Juni 2024 15. Juni 2024                |
| Viertelfinale | Hinspiele: 28./29. Juni 2024 Rückspiele: 5./6. Juli 2024 |
| Halbfinale    | Hinspiele: 19. Juli 2024 Rückspiele: 3./4. August 2024   |
| Finale        | 24. August 2024                                          |

## Teilnehmende Mannschaften
| Malaysia Super League | Malaysia A1 Semi-Pro League                                          |
| - Johor Darul Ta’zim FC - Kedah Darul Aman FC - Kelantan Darul Naim FC - Kuching City FC - Kuala Lumpur City FC - Negeri Sembilan FC - Penang FC - Perak FC - PDRM FC - Sabah FC - Selangor FC - Sri Pahang FC - Terengganu FC | - Kuala Lumpur Rovers FC - Bukit Tambun FC - Malaysian University FT |

## Achtelfinale
| Datum         |                       | Ergebnis              |                         |
| ------------- | --------------------- | --------------------- | ----------------------- |
| 12. Juni 2024 | PDRM FC               | 0:3                   | Malaysian University FT |
| 14. Juni 2024 | Kuala Lumpur City FC  | 2:3 n. V.             | Kuching City FC         |
| 14. Juni 2024 | Sri Pahang FC         | 1:1 n. V. (3:4 i. E.) | Penang FC               |
| 14. Juni 2024 | Terengganu FC         | 2:1                   | Perak FC                |
| 14. Juni 2024 | Kedah Darul Aman FC   | 5:0                   | Bukit Tambun FC         |
| 15. Juni 2024 | Selangor FC           | 4:0                   | Negeri Sembilan FC      |
| 15. Juni 2024 | Sabah FC              | 7:0                   | Kuala Lumpur Rovers FC  |
| 15. Juni 2024 | Johor Darul Ta’zim FC | 4:0                   | Kelantan Darul Naim FC  |

## Viertelfinale
Die Hinspiele fanden am 28./29. Juni 2024 statt, die Rückspiele am 5./6. Juli 2024.
|                         | Gesamt          |                       | Hinspiel | Rückspiel |
| ----------------------- | --------------- | --------------------- | -------- | --------- |
| Penang FC               | 0:1             | Kedah Darul Aman FC   | 0:1      | 0:0       |
| Terengganu FC           | 7:0             | Sabah FC              | 4:0      | 3:0       |
| Malaysian University FT | 0:13            | Johor Darul Ta’zim FC | 0:5      | 0:8       |
| Kuching City FC         | 4:4 (3:5 i. E.) | Selangor FC           | 2:1      | 2:3 n. V. |

## Halbfinale
Die Hinspiele fanden am 19. Juli 2024 statt, die Rückspiele am 3./4. August 2024.
|                     | Gesamt |                       | Hinspiel | Rückspiel |
| ------------------- | ------ | --------------------- | -------- | --------- |
| Kedah Darul Aman FC | 1:5    | Johor Darul Ta’zim FC | 1:2      | 0:3       |
| Terengganu FC       | 4:6    | Selangor FC           | 3:2      | 1:4       |

## Finale
| Datum           |                       | Ergebnis |             |
| --------------- | --------------------- | -------- | ----------- |
| 24. August 2024 | Johor Darul Ta’zim FC | 6:1      | Selangor FC |

### Statistik
| Paarung               | Johor Darul Ta’zim FC – Selangor FC |
| Ergebnis              | 6:1 (2:0) |
| Datum                 | 24. August 2024 |
| Stadion               | Nationalstadion Bukit Jalil, Kuala Lumpur |
| Zuschauer             | 80.350 |
| Schiedsrichter        | Nazmi Nasaruddin |
| Tore                  | 1:0 Juan Muñiz (26.) 2:0 Arif Aiman Hanapi (42.) 2:1 Alvin Fortes (59.) 3:1 Bérgson (62.) 4:1 Juan Muñiz (67.) 5:1 Heberty (76.) 6:1 Juan Muñiz (89.) |
| Johor Darul Ta’zim FC | Syihan Hazmi – Shane Lowry (85. Natxo Insa), Juan Muñiz, Matthew Davies, Feroz Baharudin, Afiq Fazail (73. Chico Geraldes), Óscar Arribas (90.+3 Romel Morales), Hong Wan (85. Shahrul Saad), Arif Aiman Hanapi, Bérgson, Heberty (90.+3 Murilo Henrique) Cheftrainer: Héctor Bidoglio ( Venezuela) |
| Selangor FC           | Samuel Somerville (68. Azim Al-Amin) – Safuwan Baharudin, Fazly Mazlan (46. Quentin Cheng), Sharul Nazeem, Harith Haiqal, Yohandry Orozco, Noor al-Rawabdeh, Nooa Laine, Alex Agyarkwa (45. Reziq Bani Hani), Ronnie Fernández, Alvin Fortes Cheftrainer: Nidzam Jamil                              |
| Gelbe Karten          | Lowry (40.), Heberty (28.) – Fazly Mazlan (3.), Noor Al Rawabdeh (40.), Ronnie Fernández (66.), Safuwan Baharudin (88.) |

### Auswechselspieler
| Auswechselspieler | Auswechselspieler |
| --- | --- |
| Johor Darul Ta’zim FC | Selangor FC |
| - Chico Geraldes (73.) ▲ - Shahrul Saad (85.) ▲ - Natxo Insa (85.) ▲ - Murilo Henrique (90.+3) ▲ - Romel Morales (90.+3) ▲ - Safiq Rahim - Nazmi Faiz - Izham Tarmizi Roslan - Syahmi Safari | - Reziq Bani Hani (45.) ▲ - Quentin Cheng (46.) ▲ - Azim Al Amin (68.) ▲ - Faisal Halim - Zikri Khalili - Danial Asri - Ahmad Khuzaimi Piee - Syahir Bashah - Haiqal Lau |

## Torschützenliste
24. August 2024
| Platz | Spieler           | Mannschaft            | Tore |
| ----- | ----------------- | --------------------- | ---- |
| 1.    | Alvin Fortes      | Selangor FC           | 6    |
| 2.    | Romel Morales     | Johor Darul Ta’zim FC | 5    |
| 2.    | Juan Muñiz        | Johor Darul Ta’zim FC | 5    |
| 4.    | Chico Geraldes    | Johor Darul Ta’zim FC | 4    |
| 4.    | Ismahil Akinade   | Terengganu FC         | 4    |
| 6.    | Bérgson           | Johor Darul Ta’zim FC | 3    |
| 6.    | Heberty           | Johor Darul Ta’zim FC | 3    |
| 6.    | Ebenezer Assifuah | Kedah Darul Aman FC   | 3    |
| 6.    | Ramon             | Sabah FC              | 3    |
| 6.    | Safuwan Baharudin | Selangor FC           | 3    |
| 6.    | Marin Pilj        | Terengganu FC         | 3    |
| 6.    | Safawi Rasid      | Terengganu FC         | 3    |